# تشارلي جيرارد
تشارلي جيرارد (بالإنجليزية: Charlie Girard)‏ هو لاعب كرة قاعدة أمريكي، ولد في 16 ديسمبر 1884 في بروكلين في الولايات المتحدة، وتوفي بنفس المكان في 6 أغسطس 1936.

## وصلات خارجية
- تشارلي جيرارد على موقعبيزبول رفرنس.كوم (الدوري الرئيسي) (الإنجليزية)
- تشارلي جيرارد على موقعبيزبول رفرنس.كوم (الدوري الثانوي) (الإنجليزية)